# John Cade

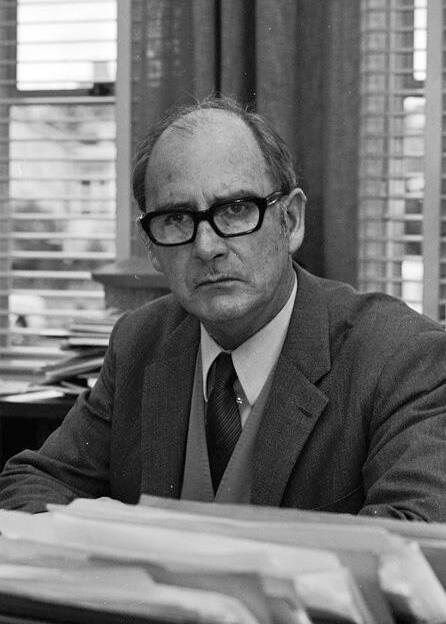
John Cade 1971

John Frederick Joseph Cade (ur. 18 stycznia 1912 w Murtoa, zm. 16 listopada 1980 w Fitzroy) – australijski lekarz psychiatra. Jako pierwszy odkrył stabilizujące nastrój działanie węglanu litu w chorobie afektywnej dwubiegunowej.